# T.V. Tie-Breakers
Tie-Breakers is een tennisvereniging in Amsterdam.
De club is sinds de oprichting gevestigd op het voormalige Shell Sportpark aan tussen de Valentijnskade en het Nieuwe Diep, naast het Flevopark in Amsterdam-Oost. 
De vereniging heeft in 2024 ongeveer 1500 leden. Naast een clubhuis beschikt zij over 12 verlichte gravelbanen en een hal met drie binnenbanen. 
Dames- en herenteams van Tie-Breakers spelen in de KNLTB-competitie veelal in de hoofdklasse (zondag) en topklasse (zaterdag). 